# Hugues Frédéric Robert Dubourg
Pour les articles homonymes, voir Dubourg.
Joseph-Patrice Fouchard, dit Hugues Frédéric Robert Dubourg ou Frédéric Butler Dubourg ou plus simplement le général Dubourg, né le 6 février 1780 à La Rochelle et mort le 17 février 1851 à Paris, est un officier français.

## Biographie
Fils de Patrice-Jean-Pascal Fouchard, bourgeois et de Marie-Madeleine Dionneau, Joseph-Patrice Fouchard entre dans la Marine à 10 ans sur un bâtiment de commerce, Le Sensible et devient aspirant à 15 ans sur une canonnière avant de servir à 17 ans comme officier sur un corsaire.
Il prend part dès 1793 aux guerres de Vendée avec les Royalistes. Il s'auto-proclame général, se bat dans l'Argonne et est capturé en 1796. Libéré, il rallie les Républicains. En 1810, il signe Fouchard-Dubourg puis Hugues-Frédéric-Robert Dubourg, en 1814, comte Dubourg et en 1815, comte Du Bourg de Butler avant de ne conserver que le nom Dubourg.
Enseigne de vaisseau sous l'Empire (1er avril 1803) à Toulon sur Le Vulcain, diverses rixes le font dégrader (18 mars 1805) mais il est rétabli dans ses rangs et grade le 11 juillet 1805. Lieutenant de vaisseau (23 août 1808) sur le Charlemagne, vaisseau de l’escadre de l’Escaut, il est promu adjudant de l’escadre de l’Escaut mais, le 3 octobre 1810, est de nouveau dégradé pour avoir introduit des denrées coloniales d’une valeur de 7 à 8 000 francs sur L'Eugénie et pour avoir refusé de les rendre ou de les rembourser. Il accompagne Bernadotte en Suède et en 1812, essaie en vain de se faire reconnaître comme capitaine d’un vaisseau corsaire à Copenhague.
Napoléon rappelant tous les officiers qui ont accompagné Bernadotte en Suède, il devient en mai 1812 chef d'état-major de Berthier, prince de Wagram puis de juillet à novembre 1812, est affecté au service du général Claparède. Il participe à la campagne de Russie et est prisonnier de guerre à Saint-Pétersbourg. Il arbore alors le titre de colonel que Claparède lui aurait donné ainsi qu'une Légion d'honneur.
Autorisé à rentrer en France à la chute de Napoléon, il mêle habilement mensonges et exactitudes pour obtenir à la Première Restauration, le poste de Chef d'état-major au ministère de la Guerre (1812-1814). Adjudant-commandant (1er juillet 1812), il suit Louis XVIII en exil à Gand lors des Cent-Jours et se montre royaliste assidu. Chateaubriand qui le mentionne dans Mémoires d’outre-tombe est impressionné par le personnage.
Dubourg s'empare de Cambrai, Bapaume, Le Quesnoy et Arras. Commandant en Artois, ses opinions ultras le font disgracier. Diverses enquêtes démontrent ses nombreuses supercheries. Il s'invente alors une nouvelle identité attestée par des officiers d'état-major (natif du Cap Français (île de Saint-Domingue) le 7 février 1780 du mariage de Jean-Patrice-Robert, comte du Bourg, et de Marie-Magdeleine de Butler de Dionneau). Pour que ses dires soient acceptées, il en arrive même à menacer de se tuer (novembre 1816) mais les enquêtes concluent : « Supposition d’état. Usurpation de grade et de titre. Subornation de témoins ». Néanmoins promu commandant de la légion de la Loire (11 novembre 1818), une nouvelle enquête, bien que démontrant qu'il a bien pris part à de nombreux combats, met en doute la véracité de sa Croix de la Légion d'honneur. Réformé en 1820, ses usurpations sont démontrées. Dubourg n'insiste pas et devient journaliste.
Dans son ouvrage Questions de politique européenne, et sommaires de plans de campagne contre les Turcs, Dubourd s'invente une amitié avec Ypsilantis qui lui aurait demandé d'être le chef du mouvement d’indépendance grecque en 1821.
Lors de la Révolution de juillet, Dubourg se fait connaître en dirigeant la prise d’assaut de l’hôtel de ville de Paris. Il se proclame général de la Garde nationale élu par « universelle acclamation »,,. Improvisé chef de la partie militaire du gouvernement provisoire, le 31 juillet, son apostrophe au duc d’Orléans fait sensation. Il l’exhorte de respecter ses engagements. Soutenu par La Fayette, il s'excuse malgré tout auprès du duc pour obtenir un poste et est nommé maréchal de camp le 2 octobre 1831.
Placé en disponibilité (22 mars 1831), il est un personnage embarrassant et réclame, entre autres, d'être nommé Pair, de recevoir le grade de commandant de la Légion d'honneur et en 1833, une indemnité de 42 000 francs pour ses dépenses lors des Trois Glorieuses. Il obtient une pension annuelle de 2 000 francs.
Candidat aux élections à la Constituante dans le département de Seine-et-Oise lors de la Révolution de 1848, il tente sa chance auprès de Lamartine pour la création d'une garde mobile mais finalement son indemnité de 2 000 francs est supprimée par le nouveau gouvernement. Il tente divers recours mais ses requêtes sont rejetées. Il est définitivement mis à la retraite.
Adepte de Victor Considérant et de Charles Fourier, il fonde en 1848 Le Journal des intérêts agricoles, manufacturiers, commerciaux et maritimes dont l'objectif est la création d'un Crédit agricole mais le journal ne connaît qu'un numéro.
Il se donne la mort deux ans plus tard à Paris.
Jules Verne le mentionne au chapitre XX de son roman Le Chemin de France.

## Publications
- 1812 : De la nécessité de n’employer dans l’épuration de l’armée que des mesures légales
- 1814 : Lettre d’un Anglais, à son retour en Angleterre d’un voyage en Italie, au mois d’août 1814, sur le roi Joachim Murat, trad. de l’anglais, augmenté de Notes pour servir à l’histoire du général Murat, Londres, impr. de J. Ridgway (attribué)
- 1816 : De la nécessité d’adopter un système stable d’économie, et quelques moyens de l’établir, Paris, Michaud
- 1827 : Mémoire sur les moyens de fonder la prospérité des fabriques françaises, en leur assurant des débouchés au dehors
- 1828 : Questions de politique européenne, et sommaires de plans de campagne contre les Turcs
- 1831 : La Révolution de Pologne et de ses effets probables, Paris, imp. d’Everat
- 1836 : Plan de colonisation du royaume d’Alger, indiquant les moyens de rendre la possession de cette belle conquête avantageuse à la France
- 1848 : Les Principes de l’organisation de la marine de la guerre, suivis de vues nouvelles sur la restauration du commerce maritime de la France, Paris, Corréard
- 1849 : La Fin des révolutions. Appel au jugement de la France, Paris, Banget